# Бураг
Бураг је највећи орган трбушне дупље преживара. Има облик велике вреће која је нешто спљоштена бочно и испуњава готово целу леву половину трбушне шупљине. Пружа се од дијафрагме до карличне дупље и од дорзалног до вентралног трбушног зида. Належе потпуно на леви трбушни зид. 

## Спољна површина бурага
На бурагу се разликује лева (лат. facies parietalis) и десна (facies visceralis) бочна површина, по један заобљен дорзални (curvatura dorsalis) и вентрални руб (curvatura ventralis), кранијални (extremitas cranialis) и каудални крај (extremitas caudalis). На левој и десној површини бурага видимо по једну уздужну бразду - sulcus longitudinalis sinister и sulcus longitudinalis dexter. Оне деле бураг на једну дорзалну и једну вентралну бурагову врећу: saccus ruminis dorsalis и saccus ruminis ventralis.  На свакој врећи бурага на каудалном делу разликујемо слепе вреће saccus cecus, на дорзалној saccus cecus caudodorsalis, на вентралној saccus cecus caudoventralis. Кранијално од дорзалне бурагове вреће је мрежавац, а граница између њих је sulcus ruminoreticularis. У предворје бурага (atrium ruminis) утиче једњак у хоризонталном правцу одмах уз дијафрагму. На кардији бурага нема сфинктера, те је она слабо затворена, што има значаја за преживање хране.

## Унутрашња површина бурага
Унутрашња површина бурага, односно слузокоже, износи око два квадратна метра. Слузокожа је тамносмеђа до зеленкастоцрна. Она је неравна и образује велики број већих или мањих ресица (лат. papillae ruminis) које су тако распоређене да слузокожа има баршунаст, тј. изглед фротира. На појединим местима ове ресице су дуге и до један центиметар. Ресице су језичастог или влакнастог облика. Између великих ресица налази се мноштво малих брадавица. Дужина ових ресица је различита на појединим деловима бурага. Најјаче су развијене на вентралном делу бурагове вреће и у слепим врећама. 
Зид бурага граде три слоја: слозокожа (tunica mucosa), мишићни омотач (tunica muscularis) и серозни омотач (tunica serosa).
Слузокожа бурага је дермопапиларног типа. Епителни слој слузокоже (lamina epithelialis) је плочастослојевит орожао епител. Испод епитела се налази крзно (lamina propria mucosae). Испод крзна је мишићни слој (tunica muscularis) који се састоји од два слоја: унутрашњи кружни слој (stratum circulare) и спољашњи уздужни слој (stratum longitudinale). Унутрашњи знатно дебљи слој мишићних влакана пружа се кружно, тј. у правцу пружања бразди бурага и учествује у грађи бурагових гредица (pilae ruminis). Ове греде представљају накупину влакана унутрашњег мишићног слоја и превучене су кутаном слузокожом која нема ресица. Бурагове греде су истакнуте на унутрашњој страни зида бурага, док се на површини бурага налазе поменуте бразде. Мишићни слој облаже серозни омотач који је грађен од растреситог везивног ткива обложеног ендотелним ћелијама.